# Phyu
Phyu är en stad i Myanmar. Den ligger i regionen Bago, i den södra delen av landet, 140 km söder om huvudstaden Naypyidaw. Folkmängden uppgår till cirka 25 000 invånare.